# احسان روزبهانی
احسان روزبهانی (زادهٔ ۲ تیر ۱۳۶۷ در تهران اصالت بروجرد)، مشت‌زن وزن +۸۱ کیلوگرم تیم ملی ایران بود.

## حرفه

### المپیک تابستانی لندن ۲۰۱۲
او در مسابقات قهرمانی جهانی ۲۰۱۱ که در باکو برگزار شد موفق به کسب سهمیه المپیک تابستانی ۲۰۱۲ شد. او در اولین مسابقه خود در یک سی و دوم جیسون مونروی کلمبیایی را با نتیجه دوازده بر ده پیروز شد. در دومین مسابقه خود در یک شانزدهم مقابل بهرام مظفر از ترکیه به برتری هجده بر دوازده دست یافت و به مرحله یک چهارم صعود کرد. وی در مسابقه بعدی خود در مقابل عادل‌بک نیازیمبتوف قزاقستانی قرار گرفت که در پایان با نتیجه سیزده بر ده شکست خورد و از رسیدن به نیمه نهایی این مسابقات بازماند.

### بازی‌های آسیایی اینچئون ۲۰۱۴
روزبهانی در بازی‌های آسیایی ۲۰۱۴ اینچئون کره جنوبی در نخستین مبارزه خود نماینده بوتان را شکست داد. در دومین نبرد خود به مصاف اولدپ سینگ نماینده هندوستان رفت و با شکست حریفش به مرحله نیمه نهایی راه یافت. در نیمه نهایی با عادل‌بک نیازیمبتوف قهرمان المپیک از قزاقستان در سالن بوکس ورزشگاه سئونهاک مبارزه کرد، که این بار همانند المپیک ۲۰۱۲ لندن به نیازیمبتوف قزاق باخت و به مدال برنز بازی‌های آسیایی ۲۰۱۴ اینچئون دست یافت.

### المپیک تابستانی ریو ۲۰۱۶
او در المپیک ۲۰۱۶ ریو، در مسابقه اول به حریف هلندی خود، پیتر مولنبرگ باخت و حذف شد.

## بازیگری
او در سال ۱۴۰۰ در مجوعه نمایش خانگی راز بقا به کارگردانی سعید آقاخانی به ایفای نقش پرداخت.